# 히가시한노역
히가시한노역(일본어: 東飯能駅, ひがしはんのうえき)은 일본 사이타마현 한노시에 있는 철도역이다.

## 타는 곳
| ↑ 가네코,한노    |
| \| 3 2\| 1       |
| 고마가와, 고마 ↓ |

### 동일본 여객철도
| 2 | ■ 하치코 선 | 고마가와 방면 가와고에 선에 직결 운행 가와고에 방면 |
| 3 | ■ 하치코 선 | 하이지마·하치오지 방면                              |

### 세이부 철도
| 1 | ■ 이케부쿠로 선 | 상행선 한노·도코로자와·이케부쿠로 방면                                              |
| 1 | ■ 이케부쿠로 선 | 하행선 아가노·세이부 지치부 방면 지치부 철도에 직결 운행 미쓰미네구치·나가토로 방면 |

## 역세권 정보
- 서쪽 출입구(西口)
  - 국도 299호선
- 동쪽 출입구(東口)

## 역사
- 1931년 12월 10일: 영업을 개시함.
- 1999년 2월 10일: 동일본 여객철도와 세이부 철도의 개찰구 분리.
- 2000년 10월 6일: 동쪽 출입구 신설.

## 사진

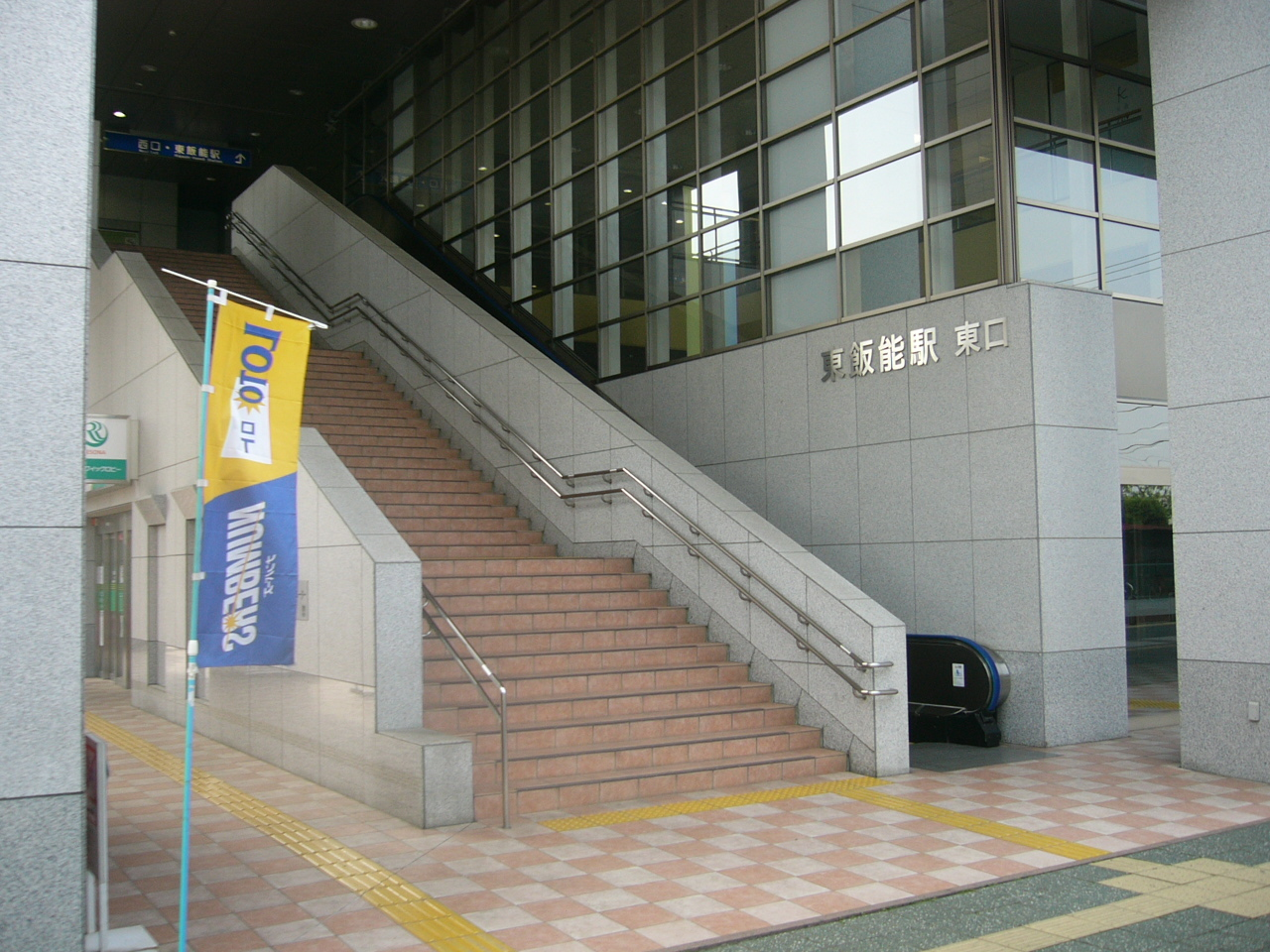
동쪽 출입구
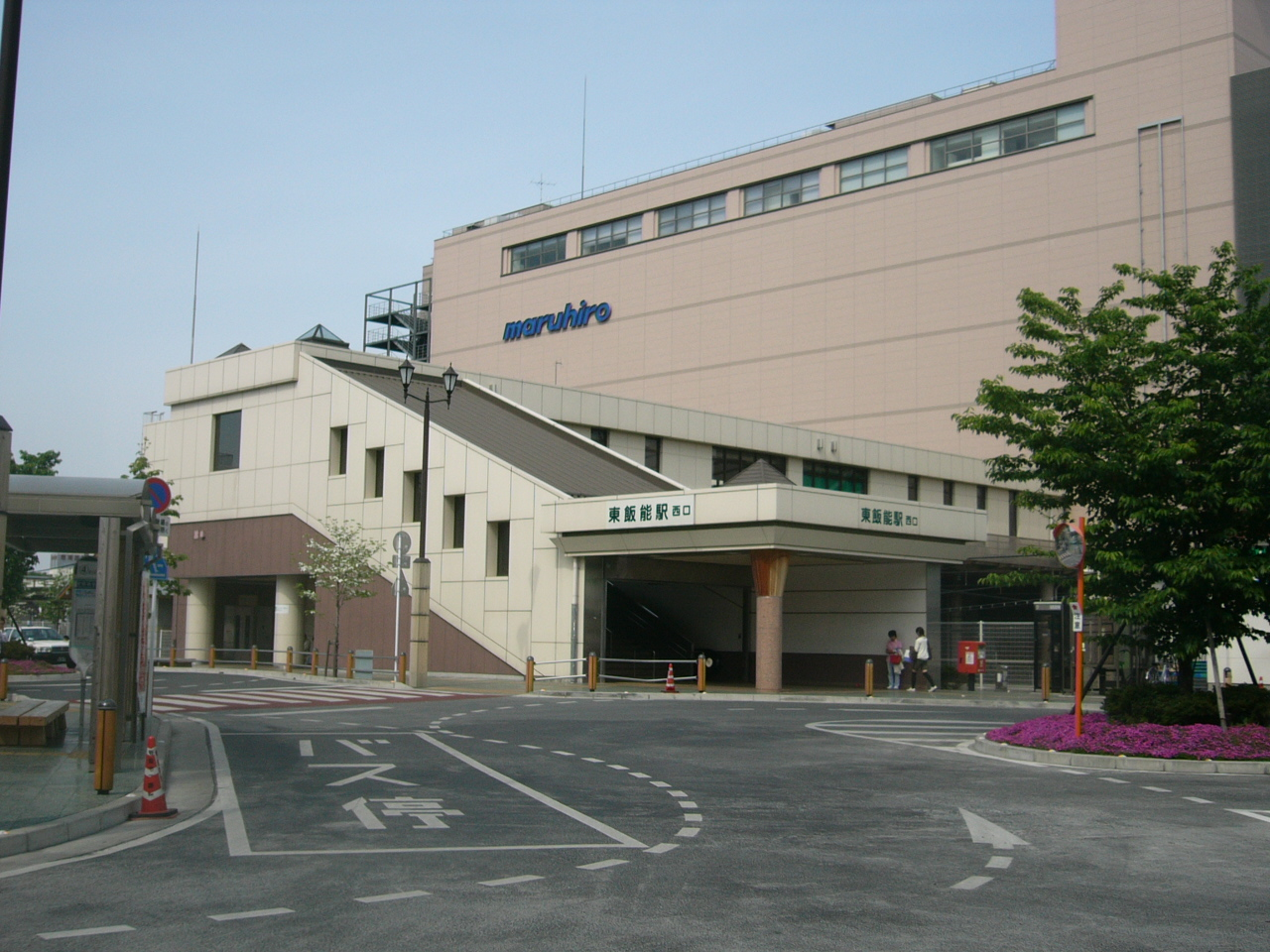
서쪽 모습

## 인접역
| 동일본 여객철도 ■ 하치코 선 | 동일본 여객철도 ■ 하치코 선 | 동일본 여객철도 ■ 하치코 선 |
| --------------------------- | --------------------------- | --------------------------- |
| 가네코 하치오지 방면        |                             | 고마가와 고마가와 방면      |
| 세이부 철도 ■ 이케부쿠로 선 |                             |                             |
| 한노 이케부쿠로 방면        | ■쾌속급행 ■보통             | 고마 세이부 지치부 방면     |